# 3 août aux Jeux olympiques d'été de 2016
Navigation
4 août
Le mercredi 3 août 2016 est le premier jour de compétitions des Jeux olympiques d'été de 2016 se déroulant à Rio de Janeiro au Brésil. Toutefois, il ne s'agit pas de l'ouverture officielle de ces Jeux puisque la cérémonie d'ouverture ne se déroule que le 5 août au Stade Maracanã, soit deux jours plus tard. En effet, depuis les Jeux de Sydney en l'an 2000 les tournois masculins et féminins de football débutent deux jours avant la cérémonie d'ouverture en raison de contraintes liées au temps de récupération obligatoire entre les matchs et au calendrier des Jeux olympiques strictement limité à seize jours par le CIO.
Les six rencontres de la première journée du premier tour du tournoi féminin de football sont programmées pour cette première journée. Le match d'ouverture, disputé au Stade olympique Nilton-Santos, est remporté par la Suède un but à zéro aux dépens de la Chine. Aucune surprise lors de la suite de cette première journée qui verra la victoire des favorites Américaines ainsi que de ses principales rivales pour le titre olympique, l'Allemagne, le Brésil et la France disposant aisément de leurs adversaires respectifs. Enfin, le Canada, malgré le carton rouge reçu par Shelina Zadorsky, s'est imposé face à l'Australie.

## Programme et résultats

### Programme
Depuis les Jeux olympiques de Sydney en 2000, les tournois de football ouvrent les compétitions olympiques deux jours en amont de la cérémonie d'ouverture qui marque le début officiel des Jeux olympiques non par tradition mais par obligation. En effet, la FIFA impose qu'au moins quarante-huit heures de repos soient laissées entre deux matchs. Afin de respecter cet espacement entre les rencontres ainsi que la durée des Jeux qui est limité à seize jours par le CIO, les compétitions de football doivent nécessairement débuter avant l'ouverture officielle. Cette organisation est regrettée par certains sportifs, comme la joueuse française Marie-Laure Delie, qui se sentent ainsi à l'écart des Jeux, sensation accentuée par l'importante distance entre Rio et les différents sites accueillant les rencontres de football.
L'édition de 2016 n'échappe pas à la règle et débute donc par la première journée de la phase de groupe du tournoi féminin de football. Six affiches sont au programme de cette première journée, à savoir Suède-Afrique du Sud et Brésil-Chine pour le groupe E au Stade olympique Nilton-Santos de Rio de Janeiro, Canada-Australie et Zimbabwe-Allemagne à l'Arena Corinthians de São Paulo pour le groupe F et enfin dans le groupe G, États-Unis-Nouvelle-Zélande et France Colombie au Mineirão de Belo Horizonte.

### Résultats

#### Football

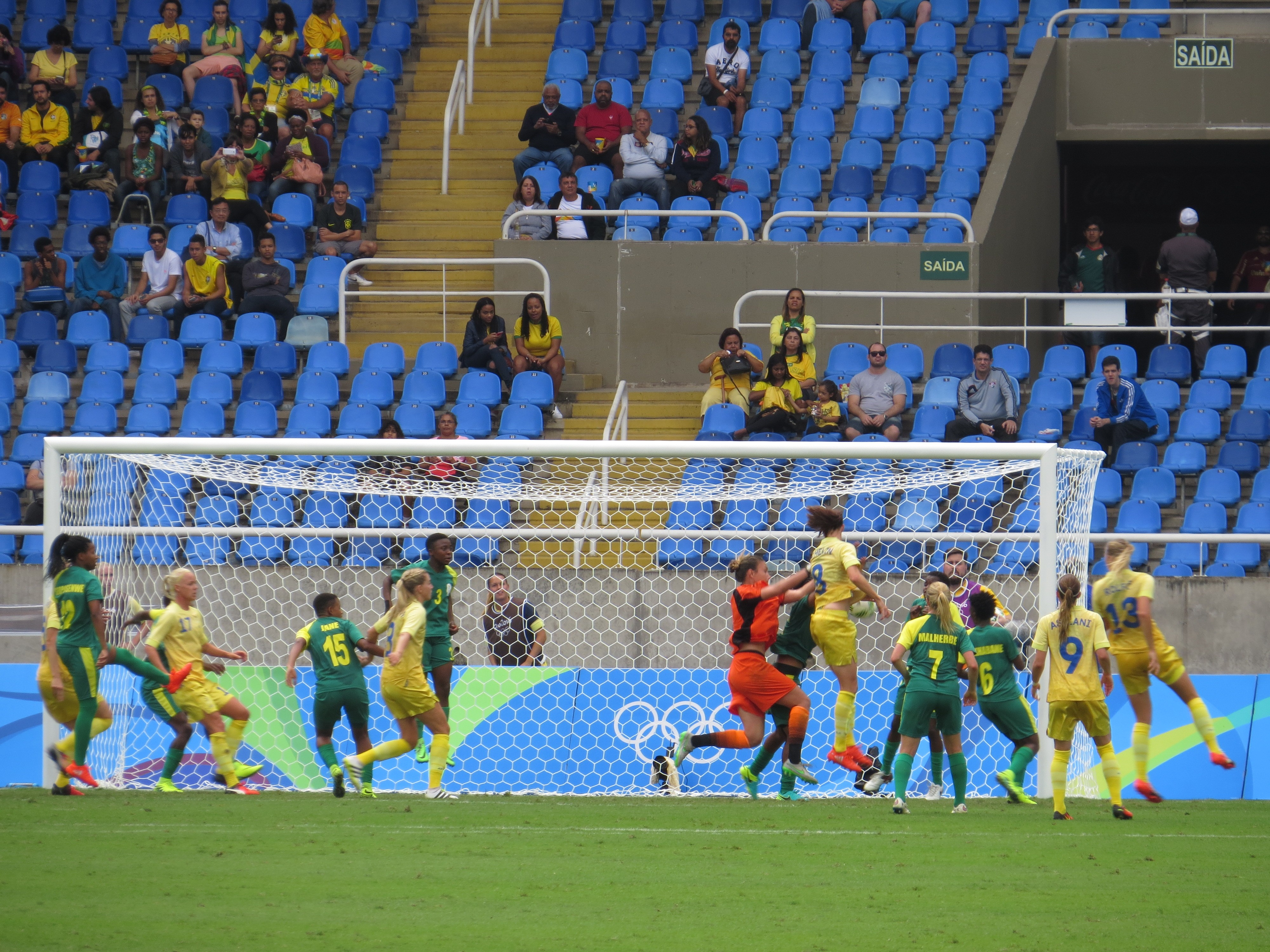
Cafouillage dans la surface sud-africaine qui va mener à l'ouverture du score de la Suède.

C'est à 13h00 que débute, au Stade olympique Nilton-Santos, le match d'ouverture opposant la Suède, qui reste sur deux quarts de finale consécutifs aux Jeux, à l'Afrique du Sud qui participe pour la deuxième fois de son histoire après s'être qualifiée quatre ans plus tôt pour le tournoi de Londres 2012. Dans un stade aux trois quarts vide,, la Suède a exposé son importante supériorité physique et technique sans toutefois parvenir à marquer en raison d'un cruel manque de précision dans la finition. Il faudra attendre la 76e minute de jeu et une double faute de main de la gardienne sud-africaine Roxanne Barker sur un corner pour voir Nilla Fischer pousser le ballon au fond des filets et ainsi offrir la victoire aux Suédoises sur le plus petit des scores,.

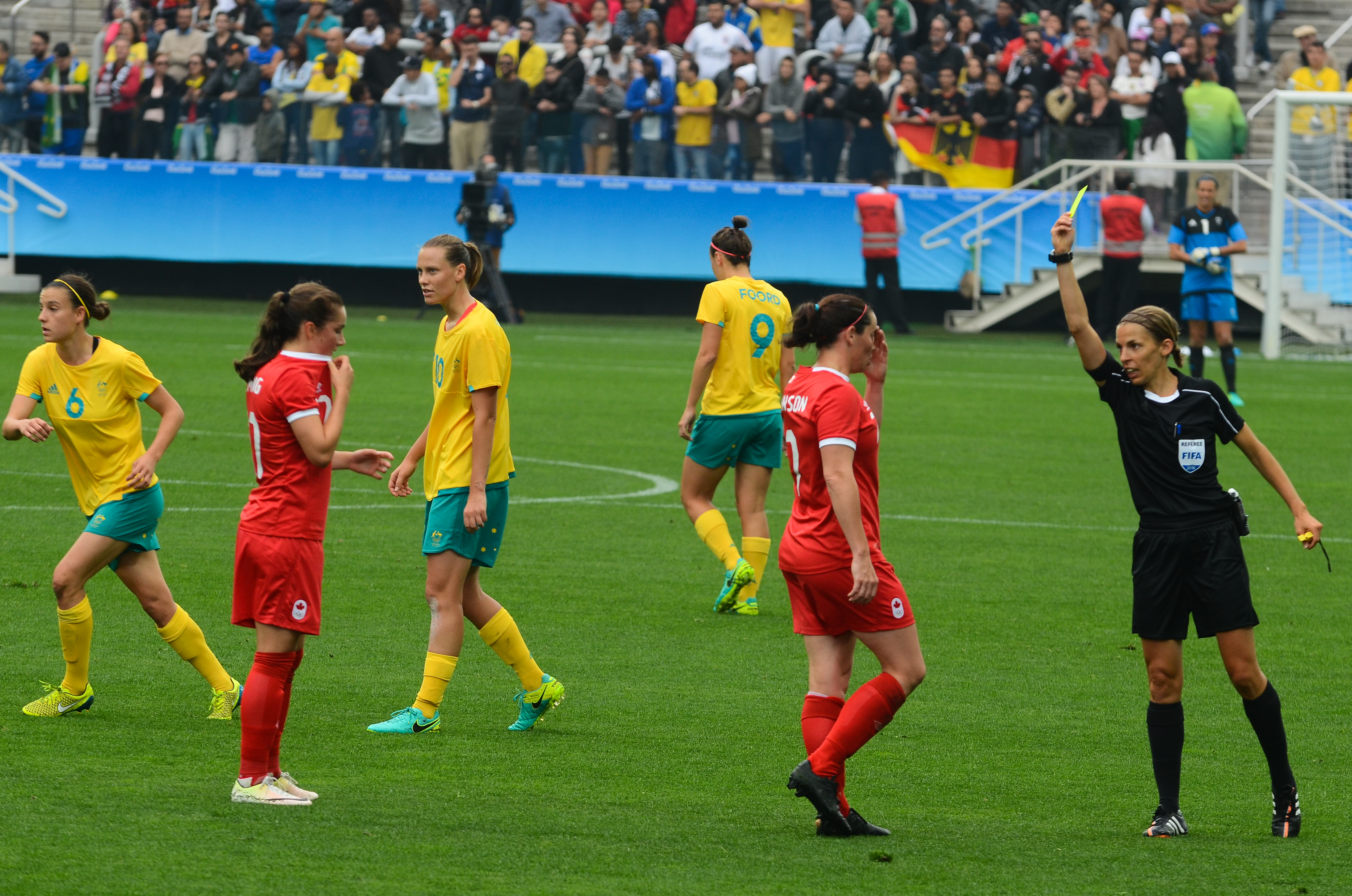
L'arbitre Stéphanie Frappart adresse un carton jaune à la Canadienne Kadeisha Buchanan.

À plus de 400 km de Rio à l'Arena Corinthians de São Paulo, le premier match du groupe F voit s'affronter l'équipe du Canada, médaillée de bronze à Londres en 2012, et celle de l'Australie, de retour aux Jeux olympiques après deux éditions manquées. Malgré le coup-d'envoi donné par les Australiennes, c'est le Canada qui ouvre le score dès la vingtième seconde grâce à une reprise du plat du pied de Janine Beckie sur un centre venant de la droite de la capitaine Christine Sinclair. Il s'agit du but de le plus rapide de l'histoire des Jeux olympiques, record qui était précédemment détenu par le Mexicain Oribe Peralta qui avait marqué à la vingt-neuvième seconde de jeu lors de la finale du tournoi olympique de Londres en 2012 face au Brésil. En dépit de ce début de match haletant, le rythme baisse et les fautes se font de plus en plus nombreuses jusqu'à provoquer l'expulsion de la défenseure centrale canadienne Shelina Zadorsky à la 17e minute, carton rouge le plus rapide de l'histoire des Jeux. Le match s'inverse donc et voit l'Australie dominer la partie et se procurer de nombreuses occasions d'égaliser. Cependant sur une contre-attaque à la 80e minute, Christine Sinclair laisse de marbre la défense australienne et porte le score à 2 buts à 0 et scelle ainsi la victoire de son équipe,.

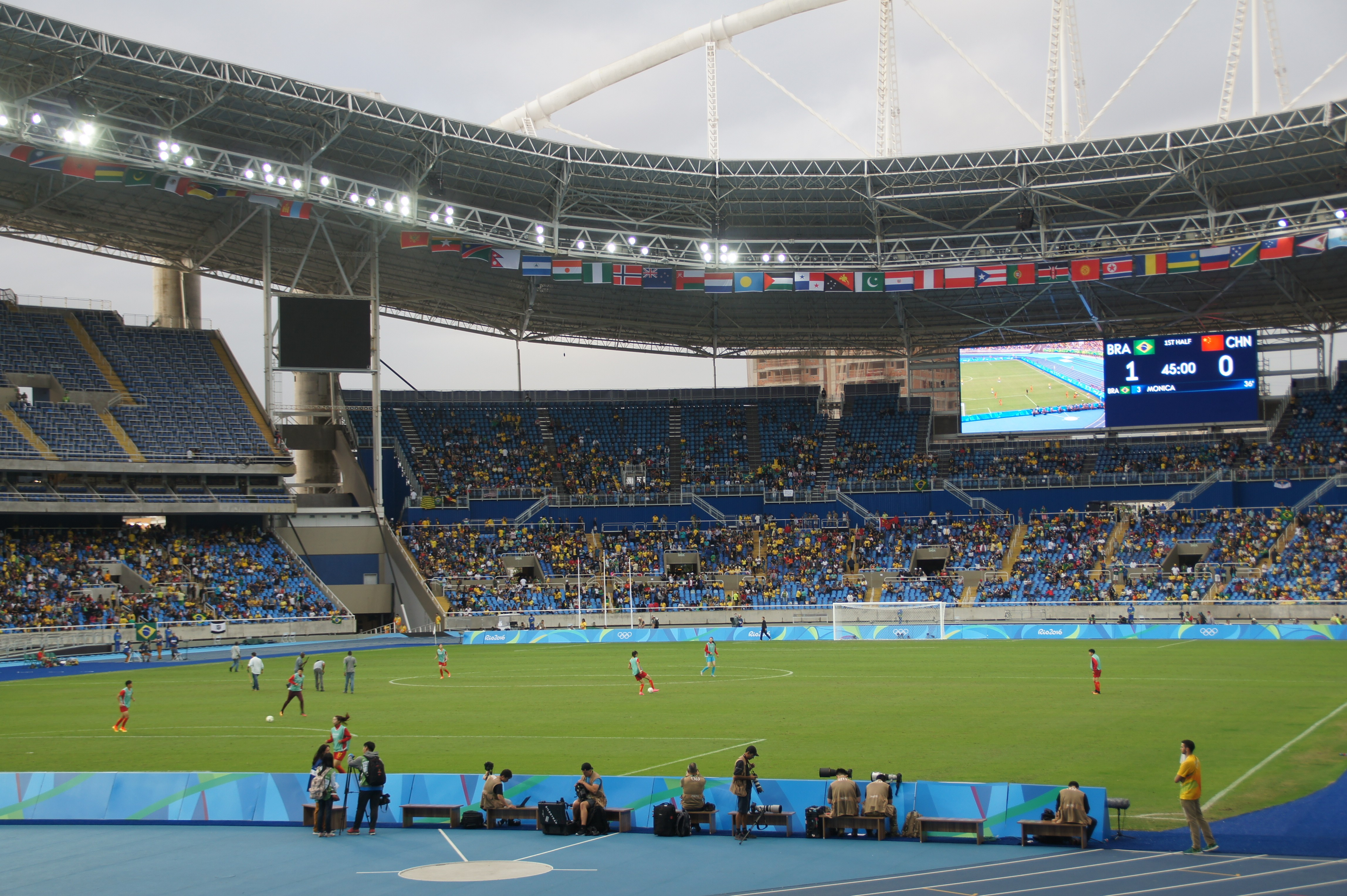
Des tribunes clairsemées pour la première journée.

Le troisième match de la journée marque l'entrée en lice de l'équipe du pays hôte, récente vainqueur de la Copa América, face à la Chine qui retrouve les Jeux après avoir échoué à se qualifier en 2012. Grâce à une supériorité totale sur son adversaire, notamment illustrée par une importante possession de balle, les Brésiliennes ont soigné leur entrée par une victoire 3 buts à 0. Mônica a ouvert le score d'une reprise de la tête après une sortie hasardeuse de Zhao Lina la gardienne chinoise, avant qu'Andressa Alves ne double la mise en début de seconde période d'une reprise de volée sur un centre de la capitaine brésilienne Marta. Cette dernière sortira sur blessure touchée à un genou à dix minutes de la fin du match. En toute fin de partie, Cristiane inscrit le troisième but brésilien en devançant la gardienne chinoise et en reprenant le ballon de la tête sur un coup franc.

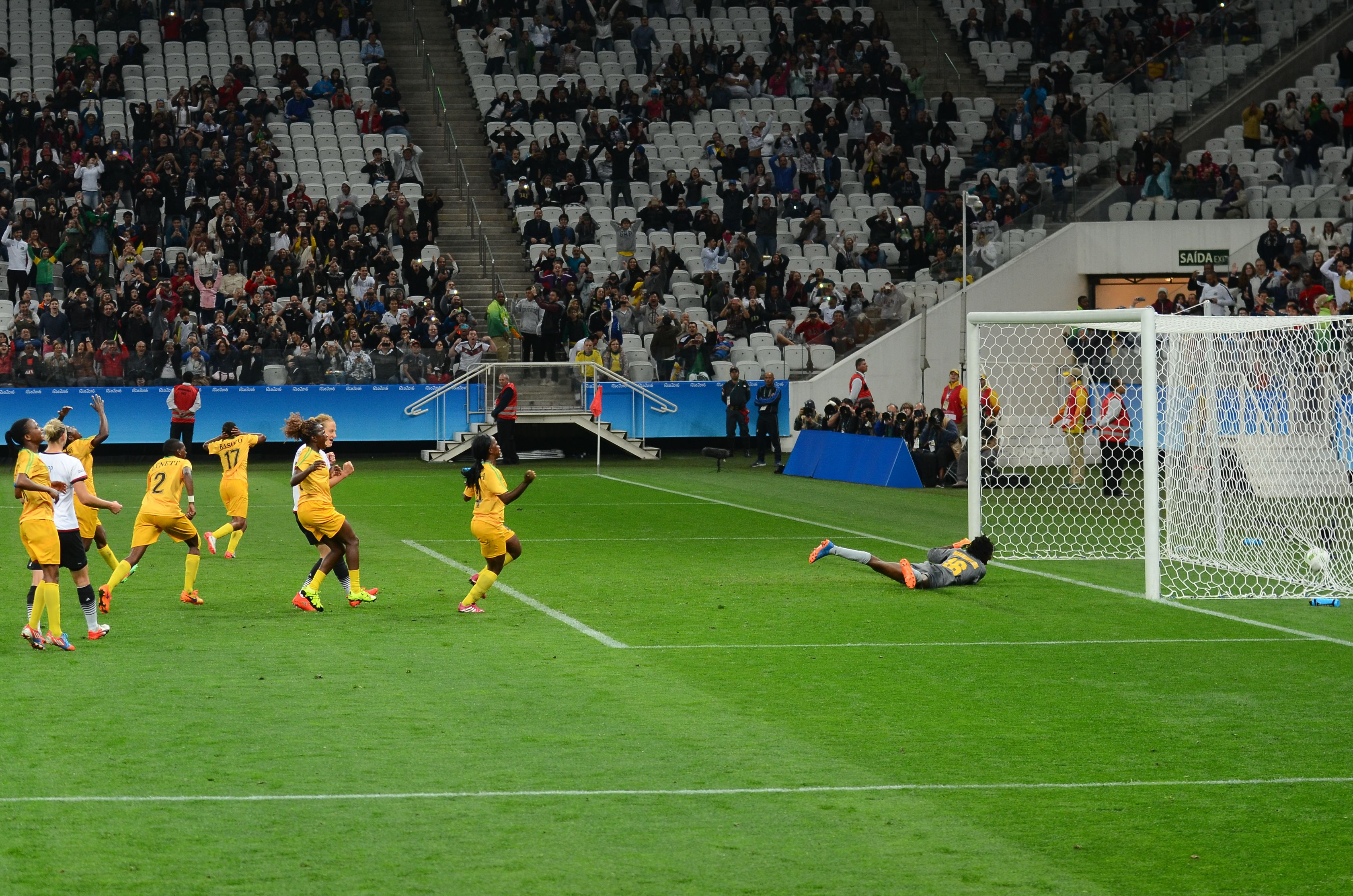
Eunice Chibanda marque contre son camp et offre un 6e but à l'Allemagne.

La seconde affiche du groupe F oppose les néophytes du Zimbabwe, qui participe pour la première fois à une compétition mondiale, à l'Allemagne, désignée comme étant la principale rivale des États-Unis  et qui reste sur un échec lors de la Coupe du monde 2015. Sans surprise les Allemandes dominent outrageusement les débats en se créant de très nombreuses occasions sans, dans un premier temps, parvenir à trouver la faille. A la 19e minute, Simone Laudehr est contrainte d'être remplacée en raison d'une déchirure du ligament de la cheville gauche causé par un deux chocs qui ne seront pas sanctionnés par l'arbitre malaisienne Rita Gani. Cette blessure ne stoppe pas l'élan allemand puisque seulement trois minutes après  Sara Däbritz ouvre le score avant qu'Alexandra Popp inscrive un second but à dix minutes du terme de la première mi-temps. Au retour des vestiaires, l'attaquante zimbabwéenne Kudakwashe Bhasopo profite d'une mauvaise relance de la gardienne allemande Almuth Schult pour réduire l'écart contre le cours du jeu. Cependant, ce but est anecdotique puisque l'Allemagne reprend aussitôt sa marche en avant et inscrit trois nouveaux buts aux 53e, 78e et 83e minutes par l'intermédiaire de Melanie Behringer par deux fois et de Melanie Leupolz. Enfin dans le temps additionnel, l'Allemagne profite du but contre son camp de la défenseure Eunice Chibanda pour porter le score à 6 buts à 1 et prendre ainsi la première place de son groupe,.
C'est à 19h00 au Mineirão de Belo Horizonte qu'entrent en lice les championnes du monde 2015 et triples tenantes du titre américaines face à la Nouvelle-Zélande qui participe pour la troisième fois consécutive au tournoi olympique. Les favorites américaines entrent idéalement dans le match avec l'ouverture du score dès la 9e minute par une reprise de la tête de Carli Lloyd qui trouve le petit filet du but néo-zélandais. Cependant, les Américaines sont en difficultés face à l’agressivité qui leur est opposée et elles ne parviennent pas à prendre l'ascendant. Malgré le second but américain en début de deuxième période inscrit par Alex Morgan, le match est haché par les fautes et manque considérablement de rythme. Les États-Unis s'imposent sans briller face à une valeureuse équipe de Nouvelle-Zélande qui toutefois n'est pas parvenue à inquiéter son adversaire,.
En clôture de cette première journée de compétition, l'équipe de France, troisième mondiale, qui ambitionne de décrocher son premier podium international lors de ces Jeux malgré un effectif affaibli affronte la Colombie qui était parvenue à la battre lors du premier tour de la Coupe du monde 2015. Les bleues prennent un départ idéal dans cette rencontre puisque dès la 2e minute sur un centre d'Eugénie Le Sommer, la défenseure colombienne Carolina Arias est forcée de détourner le ballon dans son propre but. Largement dominatrices et faisant preuve d'une agressivité nettement supérieure à celle de son adversaire sud-américain, les françaises s'offrent un deuxième but au quart d'heure de jeu sur une reprise à bout portant d'Eugénie Le Sommer après une frappe d'Amandine Henry repoussée par la barre transversale. Juste avant la mi-temps, Camille Abily inscrit un but sur coup franc direct permettant ainsi aux françaises de mener 3 buts à 0 à la pause. Au retour des vestiaires, l'intense domination des joueuses de Philippe Bergeroo se poursuit et se traduit par un quatrième but inscrit par Amel Majri à la 80e minute toujours sur coup franc. La France, très peu inquiétée défensivement, prend la tête du groupe G avant le choc de la prochaine journée face aux États-Unis,,.

#### Tableau récapitulatif
| Heure UTC−03:00 (Rio de Janeiro)              |               |
| bleu                                          | Cérémonie     |
| neutre                                        | Épreuve       |
| or                                            | Finale        |
| orange                                        | Petite finale |
| rose                                          | Reporté       |
| gris                                          | Annulé        |
| Compétition masculine                         | Hommes        |
| Compétition féminine                          | Femmes        |
| Compétition mixte (hommes et femmes mélangés) | Mixte         |
| Compétition en couple (1 homme et 1 femme)    | Couple        |
| modifier                                      |               |

| Horaire | Discipline Spécialité | Discipline Spécialité    | Discipline Spécialité | Phase                      | Résultats                         | Références             |
| ------- | --------------------- | ------------------------ | --------------------- | -------------------------- | --------------------------------- | ---------------------- |
| 13 h 00 |                       | Football Tournoi féminin | Compétition femmes    | Tour Préliminaire Groupe E | Suède 1 - 0 Afrique du Sud        | [ Feuille de match 1 ] |
| 15 h 00 |                       | Football Tournoi féminin | Compétition femmes    | Tour Préliminaire Groupe F | Canada 2 - 0 Australie            | [ Feuille de match 2 ] |
| 16 h 00 |                       | Football Tournoi féminin | Compétition femmes    | Tour Préliminaire Groupe E | Brésil 3 - 0 Chine                | [ Feuille de match 3 ] |
| 18 h 00 |                       | Football Tournoi féminin | Compétition femmes    | Tour Préliminaire Groupe F | Zimbabwe 1 - 6 Allemagne          | [ Feuille de match 4 ] |
| 19 h 00 |                       | Football Tournoi féminin | Compétition femmes    | Tour Préliminaire Groupe G | États-Unis 2 - 0 Nouvelle-Zélande | [ Feuille de match 5 ] |
| 22 h 00 |                       | Football Tournoi féminin | Compétition femmes    | Tour Préliminaire Groupe G | France 4 - 0 Colombie             | [ Feuille de match 6 ] |

#### Feuilles de match
1. ↑  (en) « Football Women - First Round Group E - Match 1 SWE vs RSA - Match report », sur fifa.com, 3 août 2016
2. ↑  (en) « Football Women - First Round Group E - Match 3 CAN vs AUS - Match report », sur fifa.com, 3 août 2016
3. ↑  (en) « Football Women - First Round Group E - Match 2 BRA vs CHN - Match report », sur fifa.com, 3 août 2016
4. ↑  (en) « Football Women - First Round Group E - Match 4 ZIM vs GER - Match report », sur fifa.com, 3 août 2016
5. ↑  (en) « Football Women - First Round Group E - Match 5 USA vs NZL - Match report », sur fifa.com, 3 août 2016
6. ↑  (en) « Football Women - First Round Group E - Match 6 FRA vs COL - Match report », sur fifa.com, 3 août 2016